# Gabber metal
Gabber metal ili metalcore je glazbeni stil hardcore techna.
Mješavina je elemenata hardcore/gabbera, terrorcorea, speedcorea i heavy metal glazbe, obično distorziranih, digitalnih bass drumova svirajući four-to-the-floor beatove i distorirane, električne gitare koje sviraju nedvosmislene ritmove.
Prije nastanka ovoga stila hardcore techna, križanac hardcore punka i ekstremnog metala je popularizirao pojam, odnosno, dobio naziv "metalcore", a gabber metal se najčešće naziva isto "metalcore", u duhu speedcorea, terrorcorea, itd.
Jedna od poznatih hardcore/gabber izdavačkih kuća gdje se objavljuju gabber metal izdanja je Industrial Strength Records.
Primjeri izvođača su: A Blunted Vision, Delta 9, Rob Gee, The Berzerker, ...